# Quíbor
Quíbor est une ville de l'État de Lara au Venezuela, capitale de la paroisse civile de Juan Bautista Rodríguez et chef-lieu de la municipalité de Jiménez. Elle est située à environ 34 kilomètres de Barquisimeto, la capitale de l'État.

## Géographie

### Localisation
La ville de Quibor est située à l'extrémité sud-est de la paroisse civile de Juan Bautista Rodríguez.

## Histoire
La ville est fondée en 1620 sous le nom de Nuestra Señora de Altagracia de Quíbor par le capitaine Francisco de la Hoz Berrío.

## Sources
- (es) Cet article est partiellement ou en totalité issu de l’article de Wikipédia en espagnol intitulé « Quibor » (voir la liste des auteurs).